# Haus Laboratories
Haus Laboratories (comúnmente abreviado como Haus Labs) es una empresa de cosméticos y perfumes fundada por Lady Gaga. Como parte del equipo creativo Haus of Gaga, la empresa fue fundada en París (Francia) en 2012 con el lanzamiento del perfume Lady Gaga Fame en colaboración con Coty Inc., misma productora con la que más tarde también lanzaría Eau de Gaga en 2014. 
Tras haber descontinuado ambos perfumes, Haus Laboratories fue renovada en 2019, cuando su fundadora anunció que lanzaría una línea de cosméticos, con la cual ha ofrecido primordialmente productos para labios y ojos, los cuales han recibido buenas críticas y altas ventas.

## Historia

### 2012-2018: fundación y paro en las actividades
En junio de 2012, Lady Gaga anunció la fundación de Haus Laboratories durante una rueda de prensa donde revelaba también su primer producto, Lady Gaga Fame, un perfume en colaboración con Coty Inc., el cual se había estado elaborando desde 2010. El perfume fue lanzado oficialmente en los Estados Unidos y el Reino Unido en agosto de ese mismo año, acompañado de una amplia campaña publicitaria, primordialmente en la ciudad de París (Francia), donde se encontraba la sede de la empresa. El paquete de lanzamiento también incluyó jabón, loción corporal y gel de baño. En agosto de 2014, dos años después del lanzamiento de su primer producto, Haus Laboratories lanzó su segundo perfume, Eau de Gaga, también producido en colaboración con Coty Inc.

### 2019-actualidad: reapertura y línea de maquillaje
En julio de 2019, tras cinco años de inactividad en la empresa, Gaga anunció que esta sería renovada como una línea de cosméticos. Con dicho anuncio, fueron revelados los primeros productos; seis delineadores de labios (Myth, Drag, Ride, En Pointe, Slayer y Rule), seis sombras líquidas para ojos (Aphrodite, Rose Bitch, Biker, Chained Ballerina, Legend y Dynasty), seis brillos labiales (Venus, Entranced, Blaze, Corset, Scream y Attitude), un kit de pegatinas (Armor Masque n.º 1) y un delineador de ojos (Punk). Todos estos fueron lanzados oficialmente en septiembre.
En noviembre, se anunció la colección navideña del 2019, titulada Cosmic Love, que incluiría cinco nuevas sombras líquidas para ojos (Retro, Glamour Puss, Chains, Gunmetal y Angel Baby), un delineador de labios (ARC) y un brillo labial (Ethereal), así como el primer labial (Burlesque). Más tarde, en diciembre, fue anunciada la primera paleta de sombras en polvo para ojos (Glam Room Palette n.º 1: Fame), su primer rímel y también un nuevo delineador de ojos (Whiskey)
El 13 de febrero de 2020, la marca anunció una colección de crayones para labios en doce tonalidades (Dust, Pusher, Talk Dirty, Power Move, Fire Me, Miami Tango, 1950, Mastered, Greaser, Hot Rod, Rebel y Destroyer), los cuales salieron a la venta el 18 de ese mes.

## Productos
Inicialmente, Haus Laboratories contaba con dos perfumes; Lady Gaga Fame y Eau de Gaga, pero ambos fueron descontinuados en 2018. Cada perfume incluía su respectivo jabón, loción corporal y gel de baño.
En cuanto a cosméticos, la empresa ofrece productos para los ojos y labios. Entre los productos de ojos, cuenta con dos delineadores, once sombras líquidas, una paleta de diez sombras en polvo, un kit de pegatinas y un rímel. En cuanto a productos de labios, cuenta con un labial, doce crayones, siete delineadores y siete brillos. La empresa comúnmente separa sus productos por grupos; el conjunto de sombras líquidas se titula Glam Attack, mientras que los delineadores de labios RIP y los brillos labiales Le Riot. De igual forma, las colecciones de tres piezas que incluye una sombra líquida, un delineador de labios y un brillo labial con colores acordes suele llevar el prefijo Haus of en alusión al nombre de la empresa.
De acuerdo con Gaga y Sarah Tanno, ambas prueban cada producto de la línea de cosméticos, y si no tienen una aprobación mutua, se cambia la fórmula. Igualmente, cada producto es probado en distintas tonalidades de piel para lograr que los tonos sean de utilidad para cualquier persona. Los productos también han sido utilizados por Gaga durante su residencia de conciertos Lady Gaga: Enigma para verificar que sean de alta duración y resistan factores como el sudor, los retoques y los cambios de temperatura mientras se están usando.

## Ventas
Durante su semana de lanzamiento, Lady Gaga Fame rompió varios récords en ventas y pasó a ser la segunda fragancia más rápidamente vendida del mundo, detrás del Chanel Nº5. Solo en su semana debut, llegó a vender seis millones de botellas. Posteriormente, con cinco meses en el mercado, fue la fragancia más vendida del 2012 en el Reino Unido, y para febrero de 2013, había vendido al menos 30 millones de botellas a nivel mundial. Si bien Eau de Gaga no repitió el éxito comercial de su antecesor, fue la décima fragancia más vendida por una celebridad en el 2014 en los Estados Unidos, con un aproximado de 23 mil unidades vendidas.
En la preventa de los primeros seis delineadores de labios y brillos labiales, varios de estos ingresaron a los primeros diez entre loas más vendidos de Amazon. Con el lanzamiento oficial, el delineador de ojos en tono Punk se convirtió en un best-seller del sitio en tan solo una semana. Otro producto que también consiguió dicha categoría fue el labial en tono Burlesque. Igualmente, los crayones para labios lograron esta categoría en la misma plataforma.
De acuerdo con los datos de Tribe Dynamics, Haus Labs generó ingresos de 141 millones de dólares durante el 2020, con lo que fue la tercera línea de maquillaje de una celebridad con mayores ingresos en el año.

## Respuesta crítica y reconocimientos
Los cosméticos de Haus Laboratories han recibido una gran variedad de críticas altamente positivas por parte de los críticos y el público. Los productos para los ojos, entre los que están las sombras líquidas y los delineadores, obtuvieron buenas reseñas por su intensa pigmentación y fácil manipulación. Asimismo, en el caso particular de los delineadores, fueron aclamados por su consistencia a la hora de ser aplicados. Por otra parte, los productos de labios fueron bien recibidos por no ser pegajosos, por su cremosidad y por no manchar. Algunos expertos también mencionaron como punto bueno lo hidratantes que son. La línea de maquillaje ha tenido críticas favorables de parte de numerosas personalidades de Internet populares por reseñar cosméticos como Jeffree Star, NikkieTutorials, Tati Westbrook, James Charles, entre otros. Igualmente, Oprah Winfrey incluyó la colección de sombras líquidas en su lista de cosas favoritas del 2019.
La presentación de los primeros productos tuvo una respuesta ambivalente, con algunos considerando que las formas geométricas eran una innovación, mientras que otros aseguraron que era simple para la estética de Gaga como artista. Además de ello, la exclusividad de los productos en Amazon también generó una respuesta diversa, con varios mencionando que fue una buena alternativa para distribuir los productos en todo el mundo de forma rápida y masiva, pero otros mencionaron que le quitaba prestigio a la marca.
Los doce crayones para labios lanzados el 18 de febrero de 2020 recibieron la aclamación crítica y pública, con alabanzas por su cremosidad, su fácil manipulación, su hidratación, su constancia, su variedad de tonalidades y su versatilidad para uso profesional y diario. Varios medios mencionaron que era el mejor lanzamiento de la marca hasta ese momento.